# Metehijska cerkev
Metehijska cerkev ali Cerkev Marijinega vnebovzetja v Metehiju (gruzijsko: მეტეხის ღვთისმშობლის შობის ტაძარი, translit.: met'ekhis ghvtismshoblis shobis t'adzari) je gruzinska pravoslavna cerkev, ki stoji na levem bregu reke Kura / Mtkvari, na Metehijski pečini, v soseski Avlabari, nasproti starega mesta v Tbilisiju. Čas gradnje cerkve je še vedno sporen in se spreminja med 5., 6., 11. 12. ali 13. stoletjem

## Zgodovina
Ustna tradicija gradnjo cerkve pripisuje kralju Vahtangu I. Iberijskem v 5. stoletju, ki naj bi jo postavil kot svojo dvorno cerkev ali njegovemu sinu Dačiju v 6. stoletju, čeprav o tem ne obstajajo niti arheološki niti pisni dokazi. Ista tradicija grob svete Šušanike umešča v cerkveno zakristijo. Toda nobena študija tega še ni potrdila. Nekateri avtorji 19. stoletja celo omenjajo natančno leto 455, ko je cerkev ustanovil Vahtang I. .
Ime Metekhi je bilo prvič omenjeno v gruzijskih srednjeveških kronikah Kartlis Cskhovreba v povezavi z zatrtjem upora proti kralju Demetriju I. leta 1132 (ali 1145) in usmrtitvijo eristavij Ivane Abuletisdze, ki je bila pokopana v Metekhi. Čeprav ni jasno, katera posebna cerkev je omenjena. Razen v Tbilisiju najdemo cerkev Marijinega vnebovzetja tudi v majhni vasici, imenovani Metehi.
Druga omemba se nanaša na bitko pri Šamkorju leta 1195 (ali 1200), ko je kraljica Tamara po napotitvi vojakov »... sezula čevlje in prispela bosa v cerkev Marijinega vnebovzetja v Metehiju«. Ob dejstvu, da je bila kraljeva palača v Tbilisiju, se pogosto domneva, da je Metehijska cerkev stala že konec 12. stoletja. Medtem druga dejstva iz Kartlisa Cskhovreba še bolj zmedejo položaj. Pred odhodom v boj so se čete zbrale v Somkhitiju, to je regiji Spodnji Kartli in tam je bila prisotna Tamara. Po napotitvi vojakov je šla do cerkve nazaj v Tbilisi, kar bi bilo nemogoče narediti bosa. Nadalje pravi, da je »šla v cerkev Marijinega vnebovzetja v Vardziji in molila pred Devico Marijo Vardzijsko ... in pošiljala čete iz Vardzije, kjer je sama stala bosa …«.
Če je bila tam Metehijska cerkev, je bila med invazijo Mongolov uničena leta 1235 in obnovljena med letoma 1278 in 1289, pod vladavino Demetrija II. Tretja omemba v Gruzijskih kronikah pravi, da je »kralj ... zgradil samostan v palači Isani za Devico Marijo Metehijsko.« Isani je bilo prvotno ime soseske na levem bregu reke Mtkvari na visoki pečini, kjer je stala kraljeva palača in to je najstarejša jasna omemba prisotnosti samostana v Tbilisiju na Metehijski pečini. Vsaj do konca 14. stoletja je območje, ki obdaja samostan, še vedno pokrival gozd, kar je sklenjeno iz listine Metehijske cerkve iz leta 1398: »... Samostan Device Marije Metehi v Avlabarju s pripadajočimi graščinami in Avlabarskimi gozdovi.«
V času vladanja Vahtanta V. leta 1658 je cerkev postala skladišče smodnika. Samostan je bil v istem stoletju opuščen. Njegova prva upodobitev izvira iz istega časa, francoskega popotnika Jeana Chardina (1671).
Trdnjavo skupaj s cerkvijo je leta 1748 od Turkov prevzel Iraklij II. Kamnoseški okras na južnem pročelju pripoveduje o tem dogodku: »Kralj Iraklij II. je s silo vzel to trdnjavo od sovražnika, ki ga je Kristusov križ vodil kot ščit. Cerkev je bila osvobojena, spremenil jo je v svojo dvorno cerkev. Takšna so dejanja Kristusova ljubečega kralja. V božjo slavo in kralja Iraklija.«
Po vključitvi Gruzije v rusko cesarstvo je trdnjava postala zapor, zaporniki pa so na fasadi cerkve praskali svoja imena.
V začetku sovjetske dobe, leta 1921, je bil na kraju tabor NKVD. Tu so redno izvrševali usmrtitve. Utrdbe so bile leta 1937 uničene, cerkev pa naj bi tudi porušili, vendar je zaradi lokalnih protestov uspela preživeti. V letih 1940–60 je cerkev delovala kot shramba zbirk Narodnega muzeja umetnosti, ves vzhodni del notranjosti pa je bil ločen z debelim zidom. Leta 1974 so zid porušili in v cerkev postavili mladinsko gledališče. Zakulisje je bilo v južnem delu notranjosti, oder pod kupolo, obdan z amfiteatrom s 100 sedeži. Končno so cerkev leta 1988 vrnili bogoslužju.
Prve obsežne meritve in kakovostne risbe in fotografije cerkve je naredila skupina znanstvenikov, ki jo je leta 1942 in naslednja leta vodil Vahtang Beridze. Rezultate, vključno z opisom cerkvene zgodovine in analiz, so zbrali v monografiji (1969).

## Opis
Metehijska cerkev je bila zgrajena po tradiciji gruzijske arhitekture harmoničnega odnosa templjev z okoliško naravno krajino, in je videti kot večje nadaljevanje pečine iz številnih mestnih točk. Križna kvadratna cerkev zavzema površino 20 × 16 metrov in je navpično nekoliko podaljšana. Vzhodna fasada ima tri konveksne apside, največja je osrednja apsida. Nič podobnega ni znano med cerkvami 11. in 13. stoletja, zaradi česar je precej arhaična. Kupolo s tamburjem v notranjosti podpirajo štirje stebri, kar je tudi bolj arhaična lastnost (dva stebra po 11. stoletju), pa tudi polkrožni štrleči pilastri. Obnovljeni so bili v 16.-17. stoletju. Koničasti oboki pod kupolo so tudi znaki obnove 16.-17. stoletja. Tambur je uničila strela v 17. stoletju in je bil obnovljen v 18. stoletju. Cerkev ima na severni strani portal, s stopnicami in vhodom z vzhodne strani. Domnevno je imel portal tudi zahodni vhod, ki pa ne obstaja več. Položaj portala v osrednjem delu stene, ne pa na zahodnem, prav tako ni značilen za arhitekturo 11. do 12. stoletja.
Stene so narejene iz klesanih kamnitih kvadrov, ki niso ohranjeni na južni fasadi, kjer so jih v 18. stoletju nadomestili z opeko. Izvirne stene so na vzhodni in severni strani, spodnji del zahodne in vzhodni del južne strani. Vhod na južni steni je nastal v 18. stoletju.
Zunanji okras cerkve, tradicionalno gruzijsko kamnoseštvo, je značilen za gruzijsko zlato dobo 11. do 12. stoletja. Najbolj ohranjeno vzhodno pročelje s tremi apsidami in severno pročelje s portalom vsebujejo dekorativni okras. Rombične rozete in konveksni arhitravi so motivi, ki se običajno uporabljajo v cerkvenih okrasjih tistega obdobja. Vendar pa manjka značilna arhitektura, razen prehodih portalov. Arhitrav osrednje apside ima okrašen križ. Okras je praviloma ločen, precej shematičen in miniaturen, kar je značilnost sloga 13. stoletja.
Notranje stenske poslikave niso ohranjene. Med različnimi ikonami ena, imenovana 100000 mučencev, pripoveduje o tragičnem dogodku, ki se je zgodil v Tbilisiju leta 1226. Mesto so prevzele čete Jalal ad-Dina, šaha iz Horezma. Ukazal je, naj se ikone iz Sionske cerkve vržejo z Metehijskega mostu, državljani Tbilisija pa, da stopijo nanje ali pa bodo obglavljeni. Cerkvena tradicija govori o 100.000 prebivalcih, ki niso bili poslušni in so bili pogubljeni. Njihove glave so plavale po reki Mtkvari.